# Instituto Max Planck de Física Extraterrestre
El Instituto Max Planck de Física Extraterrestre es un Instituto Max Planck, ubicado en Garching, cerca de Múnich, Alemania. En 1991, el Instituto Max Planck de Física y Astrofísica se dividió en el Instituto Max Planck de Física Extraterrestre, el Instituto Max Planck de Física y el Instituto Max Planck de Astrofísica. El Instituto Max Planck de Física Extraterrestre fue fundado como sub-instituto en 1963. Las actividades científicas del instituto se dedican principalmente a la astrofísica con telescopios orbitando en el espacio. Una gran cantidad de los recursos se gastan para estudiar los agujeros negros en la galaxia y en el universo remoto.

## Historia
El Instituto Max Planck para la física extraterrestre (MPE) fue precedido por el departamento de física extraterrestre en el Instituto Max Planck de física y astrofísica. Este departamento fue creado por el profesor Reimar Lüst el 23 de octubre de 1961. Una resolución del senado Max-Planck transformó este departamento en un sub-instituto del Instituto Max Planck de Física y Astrofísica el 15 de mayo de 1963. El profesor Lüst fue nombrado director del Instituto. Otra resolución del Senado el 8 de marzo de 1991 finalmente estableció a MPE como un instituto autónomo dentro de la Max-Planck-Gesellschaft. Se dedica a la exploración experimental y teórica del espacio fuera de la tierra así como a fenómenos astrofísicos.

### Principales hitos
- 1961 Fundación del grupo de trabajo Lüst
- 1963 Fundación como un sub-instituto dentro del MPI für Physik und Astrophysik; Director R. Lüst; El Instituto se traslada a Garching (cuartel X1)
- 1964 Mudanza parcial desde el cuartel (X1) al edificio MPE (X2) en febrero
- 1965 Inauguración oficial del edificio principal MPE (X2) el 15 de febrero de 1965
- 1966 Klaus Pinkau se convierte en miembro científico (rayos cósmicos, gamma-astronomía)
- 1969 Klaus Pinkau se convierte en director del instituto, Gerhard Haerendel se convierte en miembro científico (física del plasma)
- 1972 Gerhard Haerendel se convierte en director del instituto; Reimar Lüst es elegido presidente de la MPG (en licencia del instituto), Klaus Pinkau se convierte en director interino
- 1975 Joachim Trümper se convierte en director y miembro científico del instituto (astronomía de rayos X)
- 1981 Comienza a operar la instalación de prueba de rayos X "Panter" ubicada en Neuried, fundada por J. Trümper,
- 1981 Klaus Pinkau en licencia y se convierte en director del IPP; La gamma-astronomía es llevada a cabo por Volker Schönfelder
- 1985 Gregor Morfill se convierte en director y miembro científico del instituto (teoría)
- 1986 Reinhard Genzel se convierte en director y miembro científico del instituto (astronomía infrarroja)
- 1991 Transformación del MPI para Física Extraterrestre en un instituto autónomo
- 1990 Joachim Trümper junto con el MPI para la Física (MPP) funda el laboratorio de semiconductores como un proyecto conjunto entre el MPE y el MPP (desde 2012 operado por el MPG)
- 1998 septiembre: Inicio de las obras de construcción del edificio de expansión X5
- 2000 R. Genzel junto con la Universidad de California Berkeley funda el "UCB-MPG Centro de Intercambio Internacional en Astrofísica y Ciencias Espaciales".
- 2000 G. Morfill junto con el IPP fundan el "Centro de Ciencias Plasmáticas Interdisciplinarias" (CIPS) (hasta 2004)
- 2000 Diciembre: inauguración oficial del edificio de expansión X5
- 2001 La "Escuela Internacional de Investigación Max-Planck sobre Astrofísica" (IMPRS) es abierta por MPE, MPA, ESO, MPP y las universidades de Múnich.
- 2001 Joachim Trümper se retira; Gerhard Haerendel se retira y se une a la Universidad Internacional de Bremen como vicepresidente; Günther Hasinger se convierte en miembro científico y director del instituto (astronomía de rayos X)
- 2002 Ralf Bender se convierte en miembro científico y director del instituto (astronomía óptica e interpretativa)
- 2008 Günther Hasinger abandona el MPE y se convierte en director científico del IPP. Los departamentos de rayos X y rayos gamma independientes se fusionan en el nuevo departamento de astrofísica de alta energía.
- 2010 Kirpal Nandra se convierte en miembro científico y director del instituto (astrofísica de alta energía)
- 2013 Gregor Morfill se retira, parte de su grupo de cristal de plasma se mueve a DLR
- 2014 Paola Caselli se convierte en miembro científico y director del instituto (Centro de Estudios Astroquímicos)

Refː

### Logros destacados
- Exploración de la ionosfera y magnetosfera por medio de nubes de iones (1963 - 1985)
- El primer mapa de la emisión galáctica de rayos gamma (> 70 MeV), medido con el satélite COS-B (1978)
- Medición del campo magnético de la estrella de neutrones Her-X1 usando la emisión de la línea del ciclotrón (experimentos del globo 1978)
- Prueba experimental del proceso de reconexión (1979)
- El cometa artificial (AMPTE 1984/85)
- Simulación numérica de una onda de choque sin choques (1990)
- El primer mapa del cielo de rayos X, medido con el telescopio de rayos X a bordo del satélite ROSAT (1993)
- Primer mapa de rayos gamma en el rango de energía de 3 a 10 MeV medido con el telescopio Compton de imágenes COMPTEL a bordo de CGRO (1994)
- El experimento de plasma-cristal y sus sucesores en la Estación Espacial Internacional (1996-2013)
- La medida de la composición de elementos y isótopos del viento solar por el experimento CELIAS a bordo del satélite SOHO (1996)
- La primera detección de líneas de moléculas de agua en una concha en expansión de una estrella utilizando el espectrómetro Fabry-Perot a bordo del satélite ISO (1996)
- Primera detección de emisión de rayos X de cometas y planetas (1996, 2001)
- Determinación de la fuente de energía para galaxias infrarrojas ultraluminosas con el satélite ISO (1998)
- Detección de la emisión de líneas de rayos gamma (44Ti) de restos de supernova (1998)
- Observaciones profundas del cielo extragaláctico de rayos X con ROSAT, XMM-Newton y Chandra y resolución de la radiación de fondo en fuentes individuales (desde 1998)
- Confirmación de que un agujero negro supermasivo reside en el centro de nuestra galaxia (2002)
- Detección de un núcleo galáctico activo binario en rayos X (2003)
- Reconstrucción de la historia de evolución de las estrellas en galaxias elípticas (2005)
- Discos estelares girando alrededor del agujero negro en la galaxia de Andrómeda (2005)
- Determinación del contenido de gas de galaxias normales en el universo primitivo (desde 2010)
- Resolver el fondo infrarrojo cósmico en galaxias individuales con Herschel (2011)[1]

## Proyectos
Los proyectos científicos en el MPE son a menudo los esfuerzos de los diferentes departamentos de investigación para construir, mantener y utilizar los experimentos y las instalaciones que son necesarios por los muchos intereses de investigación científica diferentes en el instituto. Aparte de los proyectos de hardware, también hay proyectos que utilizan datos de archivo y no están necesariamente conectados a un nuevo instrumento. La siguiente lista no está completa, pero se actualiza periódicamente. [5]

### Proyectos activos
| - ACE - Chandra - CLUSTER - CONICA (NACO) - Fermi (GLAST) - GRAVITY - GRON | - INTEGRAL - KMOS - LUCI (LBT) - OmegaCAM - OPTIMA - Pan-STARRS - PARSEC | - Rosetta - SOHO - SPIFFI - STEREO - Swift - Wendelstein - XMM-Newton |

### Proyectos realizados en el pasado
| - Abrixas - ALFA - AMPTE - Azur - Compton GRO - Cos B - Equator-S - EXOSAT - Firewheel - GeAs detectors - HASTA - Herschel (FIRST) | - Helios - HEXE - ISO - LISA - MEGA - Mir-HEXE - PKE-Nefedov - PK-3 Plus - PK-4 - Plasma Lab | - ROSAT - Sampex - SMM - SOFIA - Stardust - Ulysses |

### Proyectos futuros

#### En construcción
- ARGOS
- Erosita
- HETDEX
- MICADO

#### Proyectos propuestos
- Athena
- ERIS
- EUCLID